# The Wolf Among Us
The Wolf Among Us (с англ. — «Волк среди нас») — эпизодическая графическая приключенческая компьютерная игра, разработанная и выпущенная американской компанией Telltale Games. The Wolf Among Us основана на серии комиксов Fables Билла Уиллингема и выступает в качестве приквела оригинальной истории. Игра насчитывает пять эпизодов. Все эпизоды были выпущены на платформах Windows, Mac, iOS, Android, Xbox 360, PlayStation 3, Xbox One, Playstation 4 и PlayStation Vita. Продолжение под названием The Wolf Among Us 2 было анонсировано в июле 2017 года, позднее разработка была прекращена в связи с банкротством студии. В 2019 году работа над сиквелом была возобновлена.

## Игровой процесс
The Wolf Among Us представляет собой приключенческую игру с «point-and-click» интерфейсом, где игроку предоставляется возможность исследования окружающей среды и взаимодействия с персонажами от лица протагониста игры — Бигби Волка. Как и в предыдущей игре студии («The Walking Dead») игрок может выбирать дальнейшее развитие сюжета с помощью многовариативных диалогов с другими персонажами, а также непосредственно действиями во время игры, которые повлияют не только на события текущей игры, но и скажутся на развитии следующих эпизодов. К примеру, выбор подозреваемого или дальнейшего направления расследования. Как и в The Walking Dead важные решения игрока регистрируются, а на их основе составляется статистика выбора всех игроков, показываемая в конце каждого эпизода.

## Сюжет
Действие игры The Wolf Among Us происходит в 1986 году, за несколько десятилетий до событий первого выпуска «Fables». В течение долгих лет многие из магических и мистических земель, описанных в мифах и легендах, были завоёваны загадочным тираном. Чтобы защитить себя от противника многие существа и персонажи, известные как «Сказания», бежали в настоящий мир и создали анклав, Фейблтаун, в колониальной Америке, ныне расположенный в современном Манхэттене. Чтобы скрыть своё присутствие от людей (именуемых «Простаки»), все нечеловеческие Сказания должны приобрести чары, которые позволяют им принимать облик человека. Иначе они будут переселены в скрытое за городом сельское сообщество известное как «Ферма». Сказания не любят Ферму, считая её не более чем комфортабельной тюрьмой, и предпочитают при первой же возможности сбежать в Фейблтаун. Главный герой игры — Бигби Волк (англ. Bigby Wolf), более известный как Большой и Страшный Серый Волк (англ. The Big Bad Wolf), является шерифом Фейблтауна и отвечает за защиту Сказаний от остального мира и соблюдения законов Фейблтауна.

### Эпизод 1. Faith
| Сводный рейтинг       | Сводный рейтинг                           |
| Агрегатор             | Оценка                                    |
| --------------------- | ----------------------------------------- |
| GameRankings          | (PS3) 87,00 % (PC) 86,14 % (X360) 80,96 % |
| Metacritic            | (PS3) 85/100 (PC) 85/100 (X360) 82/100    |
| Иноязычные издания    |                                           |
| Издание               | Оценка                                    |
| Destructoid           | 8/10                                      |
| GameSpot              | 8/10                                      |
| IGN                   | 9/10                                      |
| Joystiq               | [ 16 ]                                    |
| OXM                   | 8/10                                      |
| PC Gamer (US)         | 90/100                                    |
| Polygon               | 8/10                                      |
| VideoGamer            | 8/10                                      |
| Русскоязычные издания |                                           |
| Издание               | Оценка                                    |
| «Игромания»           | 9,0/10 (сайт) 8,5/10 (журнал)             |

Действие первого эпизода — «Вера» — начинается с разговора антропоморфной лягушки Жаба (Mr. Toad) и шерифа Бигби Волка, в ходе которого мы выясняем что из комнаты Дровосека доносится странный громкий шум. Поднявшийся на второй этаж в комнату Дровосека Бигби затевает с ним драку когда узнаёт что он угрожал и бил незнакомую девушку, в пылу схватки оба падают из окна приземляясь на машину Жаба. После этого Дровосек пытается задушить шерифа, но в самый последний момент незнакомка спасает Бигби вонзив в голову Дровосека его же топор. В ходе прощальной беседы Бигби благодарит её за помощь, а девушка говорит ему: «Ты не такой страшный, как все говорят» и уходит.
Вернувшись домой Бигби узнаёт что с Фермы — места, где живут Сказания которые не могут себе позволить деньги на Чары, в очередной раз сбежал Колин, один из Трёх поросят. После разговора с ним Бигби ложится спать, но позже он слышит стук в дверь. На пороге своей квартиры шериф видит Белоснежку, которая просит его спуститься вместе с ней к входу в «Роскошные апартаменты Вудлендс». Там, под курткой охранника, Бигби находит отрубленную голову той самой незнакомой девушки и понимает что кто-то намеренно оставил её на пороге, а Белоснежка отправляется к заместителю мэра Икабоду Крейну чтобы рассказать ему о произошедшем.
Крейн приказывает Бигби и Белоснежке найти виновного пока весь Фейблтаун — место, где живут Сказания пользующиеся Чарами — не узнал об убийстве. После этого, в книге Бигби и Белоснежка находят информацию об убитой женщине (принцессу из сказки «Ослиная шкура», которую зовут Верой) и о её муже — принце Лоуренсе, а вскоре звонит Жаб, сообщающий что кто-то проник и рыскает в комнате Дровосека. Перед игроком встаёт первый «трудный» выбор — отправиться к Жабу или к принцу Лоуренсу, который впоследствии повлияет на сюжет эпизода.
В конце концов выясняется что у Дровосека побывал Труляля, один из двух близнецов-убийц. Жаб (в первой версии событий) рассказывает Бигби и Белоснежке о том что Труляля что-то искал в квартире Дровосека но не нашёл, а также негодяй предупредил Жаба что если он кому-нибудь расскажет об инциденте близнецы вернутся и убьют его сына — Ти-Джея, Жаба-младшего. Когда Бигби и Белоснежка приезжают к принцу Лоуренсу они находят прячущегося в шкафу Труляля (во второй версии событий, если Бигби и Белоснежка приезжают к принцу раньше Труляля, они сами прячутся от него в шкафу до определённого момента), который сбегает с места происшествия, но шерифу удаётся догнать его. После короткого разговора к Бигби сзади тихо подкрадывается Траляля и бьёт его по голове, Бигби теряет сознание.
Вскоре Белоснежка приводит Бигби в чувства и говорит что после того, как Близнецы избили его, они сбежали. Заказав такси шериф прощается со Белоснежкой, а сам отправляется в бар «Цокот копыт» где и находит Дровосека. Бигби предъявляет ему обвинение в убийстве Веры, но Дровосек возражает, утверждая что невиновен. Затем один из завсегдатаев бара, Грен, нападает на Бигби чтобы защитить Дровосека, но шериф, разозлившись и утратив частично эффект Чар, побеждает Грена.
В этот момент в бар заходит Труляля и у Дровосека появляется шанс скрыться. Перед игроком встаёт новый «трудный» выбор — схватить Труляля или преследовать Дровосека. После этого, шокированный Бигби обнаруживает полицейских, которые нашли у порога в «Роскошные апартаменты Вудлендс» новую голову, на этот раз — Белоснежки.

### Эпизод 2. Smoke and Mirrors
| Сводный рейтинг    | Сводный рейтинг             |
| Агрегатор          | Оценка                      |
| ------------------ | --------------------------- |
| GameRankings       | (PC) 78,37 % (X360) 73,50 % |
| Иноязычные издания |                             |
| Издание            | Оценка                      |
| Destructoid        | 8/10                        |
| Game Informer      | 7,5/10                      |
| IGN                | 8,5/10                      |
| Joystiq            | [ 28 ]                      |
| Polygon            | 8,5/10                      |
| VideoGamer         | 7/10                        |

Бигби находится в «Вестсайдском полицейском участке» на допросе у женщины-детектива Бранниган по поводу найденной у «Роскошных апартаментов Вудлендс» отрубленной головы Белоснежки. Внезапно детектив и весь персонал полиции падают в обморок а в кабинет входит Икабод Крейн, объясняющий, что всё произошло из-за применённого им заклинания по стиранию памяти.
После этого они возвращаются в офис Вудлендса чтобы расспросить Дровосека или Труляля (в зависимости от выбора игрока) о двух убийствах. Все шокированы когда в кабинет, где ведется допрос, входит Белоснежка которую все считали погибшей. Она рассказывает шерифу что после их прощания у бара «Цокот копыт» ей вновь позвонил мистер Жаб, сообщивший, что его сын Жаб-младший нашёл труп поддельной Белоснежки и теперь плачет. После разговора с мальчиком-жабой Бигби и Белоснежка отправляются в подвал Вудленса, к Ведьминому Колодцу, где после осмотра труп неожиданно перевоплощается в тело тролля Лили (сестры Холли, барменши и владелицы бара «Цокот копыт»), пропавшей без вести несколько недель назад.
Они отправляются к Холли, чтобы рассказать ей правду о сестре, а та говорит им что последний раз видела её в настоящей «свалке» — стрип-клубе «Сладкий десерт». Бигби едет туда и встречает хозяина бара Джорджи Порджи и одну из его стриптизёрш — бывшую русалочку Нериссу, после чего игроку даётся новый «трудный» выбор — разгромить клуб или просто попросить хозяина отдать шерифу книгу, в которой записаны все стриптизёрши клуба и их клиенты. Нерисса уходит в комнату для девушек и Бигби идёт за ней чтобы узнать о Лили, там Нерисса рассказывает что в последний раз видела Лили с неким «Мистером Смитом» который арендовал комнату «207» в отеле «Объятия».
Герой отправляется в отель где узнаёт что на ресепшене работает Красавица, чтобы платить за квартиру. Шериф просит её открыть комнату № 207, но внезапно в отель приходит Чудовище, с которым у Бигби завязывается непродолжительная схватка и они ломают дверь в комнату. Там Бигби, Красавица и Чудовище видят ужасную картину: кровать с цветами и в крови. Осматривая комнату они находят фотографию на которой изображён Икабод Крейн, занимающийся любовью с Лили в обличье Белоснежки. За всем этим наблюдает сам Крейн через Волшебное зеркало, которое в гневе разбивает Волшебной лампой.

### Эпизод 3. A Crooked Mile
| Сводный рейтинг    | Сводный рейтинг             |
| Агрегатор          | Оценка                      |
| ------------------ | --------------------------- |
| GameRankings       | (PC) 83,10 % (X360) 78,62 % |
| Иноязычные издания |                             |
| Издание            | Оценка                      |
| Destructoid        | 7,5/10                      |
| Eurogamer          | 7/10                        |
| GameSpot           | 8/10                        |
| IGN                | 9,2/10                      |
| PC Gamer (US)      | 8,8/10                      |
| Machinima          | 7/10                        |
| Escapist           | [ 39 ]                      |

Эпизод начинается с того, что Бигби держит фотографию, где изображен Крейн и зачарованная под Белоснежку Лили. Бигби отправляется на похороны Лили, чтобы предупредить Белоснежку насчёт Крейна. После их разговора на них нападают Труляля и Траляля. В результате чего Бигби, Грен и Холли получают ранения. После того, как Бигби перевязали, они узнают что Крейн должен был встретиться с ведьмой которая поставляла ему Чары. В этот момент входит Синяя Борода с требованием обыска квартиры Крейна, и перед игроком встает выбор: пойти осмотреть квартиру Икабода Крейна, офис Труляля и Траляля или пойти в бар «Цокот Копыт» и осмотреть вещи Лили, от выбора игрока может зависеть дальнейший сюжет игры. В любом случае игрок узнаёт где живёт ведьма. Однако когда Шериф и Белоснежка приходят к ней в квартиру то не находят никого кроме маленькой девочки, дочки ведьмы. Бигби срывает чары и оказывается что это и есть ведьма, тётушка Гринлиф. От неё мы узнаем что Крейн взял у неё кольцо «Рассеивание», с помощью которого он хочет снять заклятие молчания с девушек из стрип-клуба «Сладкий десерт» и доказать свою непричастность к убийствам. Когда Бигби с Белоснежкой приходят в клуб, они обнаруживают Крейна который безуспешно (так как магия кольца давно рассеялась) допрашивает одну из стриптизёрш. Как оказывается, Крейн безумно влюблён в Белоснежку, и он действительно давал Чары проституткам, чтобы они выглядели как Белоснежка, но он уверяет что он их не убивал. Белоснежка верит ему, но его всё равно арестовывают за кражу денег из казны Фейблтауна. Крейна выводят из клуба и тут их окружают машины, из которых выходят Труляля с Траляля и Кровавая Мэри. Они хотят чтобы они отдали Крейна, но Бигби отказывается. Близнецы расстреливают Бигби из дробовиков, и Бигби падает, но спустя миг встаёт и идёт к близнецам попутно превращаясь в Волка. У близнецов кончаются патроны. Бигби кидает Труляля в Кровавую Мэри или в вывеску. Затем он прижимает Траляля к стене и тут у игрока встаёт выбор: пощадить или убить Траляля. В случае убийства Бигби вырвет ему кадык. Но когда Бигби отвлекается на реакцию Белоснежки Кровавая Мэри стреляет в него серебряной пулей. Бигби падает, Кровавая Мэри берёт топор Дровосека и собирается отрубить Бигби голову. Белоснежка, чтобы спасти Бигби, отдает ей Крейна. Перед уходом Кровавая Мэри ломает руку Бигби и уезжает вместе с Крейном. На этом заканчивается третий эпизод.

### Эпизод 4. In Sheep’s Clothing
| Сводный рейтинг    | Сводный рейтинг             |
| Агрегатор          | Оценка                      |
| ------------------ | --------------------------- |
| GameRankings       | (PC) 76,73 % (X360) 71,36 % |
| Иноязычные издания |                             |
| Издание            | Оценка                      |
| Destructoid        | 7,5/10                      |
| GameSpot           | 7/10                        |
| IGN                | 6/10                        |
| Joystiq            | [ 45 ]                      |
| PC Gamer (US)      | 80/100                      |

Эпизод начинается с того, как доктор Свиное сердце достаёт осколки серебряной пули из тела Бигби в его же квартире, последний сам себе вправляет сломанную руку. Вместе с ними находятся Белоснежка и Колин. Доктор предостерегает что следующая серебряная пуля для Бигби может оказаться фатальной и уходит. Далее Белоснежка заявляет, что, так как она теперь является заместителем мэра Фейблтауна вместо похищенного Крейна, хочет чтобы все Сказания, которые не используют Чары, вернулись на Ферму. Это вызывает недовольство Колина. Покидая квартиру Бигби, Белоснежка говорит ему что его в офисе ждет Нерисса. Из последующего разговора между Бигби и Нериссой становится ясно, что Нерисса не может говорить всю правду из-за зачарованной розовой ленточки у неё на шее (такая, кстати, была у Лили и Веры). Если вы попытаетесь её снять то перепугаете Нериссу. У порога в кабинет появляется Белоснежка и сообщает, что звонили Красавица и Чудовище, которые желают поговорить. При выходе из офиса Нерисса даёт намек Бигби и Белоснежке, что они мыслят в правильном направлении. В роскошной квартире Чудовища и Красавицы у Бигби возникают подозрения что семья явно живет не по средствам, а также вопросы где они раздобыли для этого деньги. Раздаётся телефонный звонок — анонимный представитель Скрюченного Дядечки с угрозой напоминает им о их долгах. Красавица признаётся что занимала деньги в заведении «Удачный залог» которое принадлежит Дядечке, там же она видела топор Дровосека, а Чудовище признается что работая в лавке у мясника Йоганна видел там Кровавую Мэри. Перед игроком встает выбор: пойти сначала в «Удачный залог» или мясную лавку. Если пойти в «Удачный залог», то подрабатывающий там Джек признается что Мэри заходила сюда, также Бигби видит пустую витрину с табличкой «Топор Дровосека». Потом зайдут двое — Дьявол из Джерси, управляющий этим магазином, и сам Дровосек, который окажется в бешенстве от того что топор пропал. Затевается драка, во время которой Дьявол показывает свой настоящий сказочный уродливый вид. В запертом шкафчике оказывается топор Дровосека, которым и усмиряют Дьявола. Он говорит, что Скрюченного Дядечку невозможно найти, он все время «в тени», даже Крейн пытался сделать это с помощью Волшебного зеркала, а Мэри унесла осколок от зеркала в мясную лавку. В мясной лавке Бигби встречает напуганного продавца Иоганна, который включает кнопку тревоги под прилавком и сбегает в холодильную камеру. Там разговор продолжается и выясняется, что бизнес Иоганна прибрали к рукам Дядечка и Мэри. Бигби открывает дверь в камере, за ней обнаруживается подпольная алхимическая лаборатория по производству чар, а те кто там работал успели сбежать из-за сигнала тревоги что включил Иоганн. Бигби находит окровавленную куртку Крейна, а в ней осколок от зеркала. Бигби возвращается в Администрацию Фейблтауна, там с помощью последнего осколка Бафкин чинит зеркало. Сначала оно показывает Крейна, которому Мэри приказывает улететь в Париж и не высовываться, но она чувствует что за ней подсматривает зеркало и устраняет магическую слежку. Позже зеркало показывает месторасположение Дядечки, и герои понимают что его дверь постоянно перемещается (символ Дядечки появляется на разных дверях Фейблтауна и со временем исчезает), в данный момент портал находится в парке. Бигби отправляется туда и прыгает в портал. Он оказывается в здании церкви, где его встречает крошка Тим, который проводит Бигби в кабинет Дядечки. Там находятся сам Скрюченный Дядечка, Дьявол из Джерси, Джорджи, Вивиан, Труляля и Траляля (в случае, если Бигби пощадил его в третьем эпизоде). Дядечка предлагает Бигби поговорить.

### Эпизод 5. Cry Wolf
| Сводный рейтинг    | Сводный рейтинг             |
| Агрегатор          | Оценка                      |
| ------------------ | --------------------------- |
| GameRankings       | (PC) 87,96 % (X360) 84,77 % |
| Иноязычные издания |                             |
| Издание            | Оценка                      |
| Destructoid        | 9/10                        |
| GamesRadar+        | 9/10                        |
| IGN                | 9,3/10                      |
| Joystiq            | [ 52 ]                      |
| GamesBeat          | 9,5/10                      |
| GamingAge          | 'A'                         |
| CheatCC            | 4,8/5                       |
| Nerdist            | 4/5                         |
| Machinima          | 9/10                        |

В начале финального эпизода показывают флешбек основных событий прошлых эпизодов, после чего показывают кабинет Скрюченного Дядечки где находятся Дядечка, Дьявол из Джерси, Джорджи, Вивиан, Труляля и Траляля (в случае, если Бигби пощадил его в третьем эпизоде). Дядечка признаётся, что Джорджи убил Веру и Лили. Тот отказывается подчиниться Бигби и пойти с ним, начинается конфликт в ходе которого из зеркала появляется Кровавая Мэри. Начинается драка. Бигби, обороняясь, вонзает нож в Труляля и Джорджи. Дьявол из Джерси, Труляля и Траляля (в зависимости от выбора) остаются в кабинете, а все остальные сбегают через портал, включая Бигби. Раненый Джорджи и Вивиан садятся в маленькую машину, а Дядечка и Мэри — в лимузин. Начинается погоня, в ходе которой игроку предоставляется выбор: догнать Джорджи или Дядечку. Бигби настигает Джорджи и Вивиан в клубе «Сладкий десерт». Джорджи признаётся что Дядечка приказал ему разобраться с Верой и Лили, устранив проблему, Вивиан — что ленточки на шеи девушек сделала она. Эти ленточки привязывают головы девушек к их телам и если их снять голова отрывается от тела. Это и есть причина, по которой Вера и Лили были убиты именно таким образом. Вивиан говорит что не может более так жить, и снимает свою ленточку. Затем перед игроком встаёт выбор: добить смертельно раненого Джорджи, избавив того от мучений, или оставить его умирать. В любом случае, после этого Бигби оставляет их в «Сладком десерте». Когда Бигби приезжает на Металлургию Шеппарда, еще одно логово Дядечки, начинается жестокая драка между Бигби и Кровавой Мэри. В ходе драки, Мэри обретает своё истинное лицо, а Бигби превращается в огромного волка. В конце концов, Бигби убивает Кровавую Мэри и находит Дядечку. Здесь игроку предстоит сделать выбор: привести Дядечку к Белоснежке живым или мёртвым. У Ведьминого колодца Бигби поджидают Белоснежка и другие горожане. Если игрок убил Дядечку — Бигби сбросит его тело в Ведьмин колодец, если пощадил — Дядечку судят, в своё оправдание он утверждает что не приказывал Джорджи убивать девушек, тот сделал это по личной инициативе. Бигби не может это опровергнуть, так как непосредственный убийца, Джорджи, мертв, и нет других свидетелей (кроме Бигби) кто мог бы подтвердить его показания. В любом случае Дядечке предъявляют обвинения по другим преступным эпизодам и обсуждают приговор. Потом приходит Нерисса и говорит, что она и другие девушки слышали как Дядечка приказывает Джорджи убить Веру и Лили. Игроку предстоит сделать выбор: горожане настаивают на том чтобы бросить Дядечку в колодец, Бигби предлагает казнить его (оторвать ему голову), тётушка Гринлиф — посадить за решётку. Если игрок принимает решение убить Дядечку то Бигби бросит его колодец а горожане его поймут, если игрок выбрал тюрьму то тётушка Гринлиф превратит Дядечку в черного ворона, запертого в золотой клетке. На следующий день Бигби встречает Мухолова, который вот-вот уедет на ферму с Жаббом, его сыном и (зависит от выбора) Колином. Бигби сначала хочет поговорить с Белоснежкой, но у неё появляются неотложные дела, поэтому Бигби сразу выходит на улицу. Он провожает Жаба (и Колина). Жаб-младший (Ти-Джей) просит Бигби отдать Белоснежке ольхового скрытнохоботника. Игрок может согласиться или нет. Когда они уезжают Бигби замечает Нериссу на тротуаре. Он подходит к ней чтобы попрощаться, та признаётся что она и другие девушки хотели сбежать из «Сладкого десерта». Девушки разрабатывали план побега, а у Веры был компромат на людей Дядечки — то самое фото Крейна и зачарованной под Белоснежку Лили. Однако Нерисса испугалась, что их план провалится, и рассказала обо всём Джорджи. Тот, поняв что его предали, убил Веру на её глазах. Бигби понимает что показания Нериссы в ходе суда о том что она и другие девушки слышали как Дядечка приказывает Джорджи убить Веру и Лили — ложь. Нерисса возражает, говоря что несмотря ни на что Дядечка — ужасный человек, оплёвший путами весь Фейблтаун, и узнай он о существовании компромата (фото) — их бы в любом случае убили. Именно Нерисса оставила голову Веры на пороге «Аппартаментов Вудленса» — она хотела привлечь внимание шерифа. Ей казалось что Бигби сможет исправить положение. Напоследок Нерисса говорит Бигби уже знакомую фразу: «Ты не такой страшный, как все говорят». Тогда Бигби начинает вспоминать диалог с Верой. Она, так же как и Нерисса, говорила идентичные фразы: «Ты не такой страшный, как все говорят», «Тебе нравится моя ленточка?». Бигби понимает, что Нерисса вовсе не та, за кого себя выдаёт. Игра заканчивается последним выбором шерифа Бигби: последовать за Нериссой либо позволить ей уйти.

## Разработка и маркетинг
В феврале 2011 года Стив Эллисон, старший вице-президент по маркетингу Telltale Games, сообщил в интервью All Things Digital, о разработке игры по мотивам комиксов Fables. В июне 2011 года Telltale официально объявила о планах по игре на игровой выставке Electronic Entertainment Expo. После нескольких отсрочек, игра была объявлена на New York Comic Con в октябре 2012 года. Игра имела рабочее название Fables («Сказки»), но в феврале 2013 года было объявлено окончательное название — The Wolf Among Us («Волк среди нас»). Тогда же стало известно, что главным героем игры стал Большой Волк (Bigby Wolf). Первый эпизод первоначально планировалось выпустить в первом квартале 2012 года, но игру перенесли сначала на третий квартал 2012 года, затем, из-за большого успеха The Walking Dead, было решено отсрочить выпуск игры до третьего квартала 2013 года. Игра поступила в продажу 11 октября 2013 года.
Летом 2018 года, благодаря уязвимости в защите Steam Web API, стало известно, что точное количество пользователей сервиса Steam, которые играли в игру хотя бы один раз, составляет 1 011 210 человек.

## Продолжение
Выпуск второго сезона The Wolf Among Us изначально планировался Telltale Games на 2018 год, но позже его выход был перенесён на 2019 год. Позднее его разработка была отменена в связи с банкротством студии.
13 декабря 2019 года был показан тизер-трейлер The Wolf Among Us 2 на The Game Awards 2019. Разработка игры была возобновлена Telltale Games, восстановленной компанией LCG Entertainment 28 августа 2019 года, совместно с AdHoc Studio, основанной бывшими сотрудниками Telltale. К работе над The Wolf Among Us 2 вернулись режиссёры Ник Герман и Денис Ленарт, сценарист Пьер Шоретт, композитор Джаред Эмерсон-Джонсон, а также актёры Адам Харрингтон и Эрин Иве́тт в роли Бигби и Белоснежки соответственно. Как и первая часть, продолжение является приквелом к серии комиксов Fables. История также будет разбита на эпизоды. Выход игры планируется в 2024 году.